# بدل (فیلم ۲۰۰۶)
بدل (به انگلیسی: The Valet) فیلمی محصول سال ۲۰۰۶ و به کارگردانی فرانسیس وبر است. در این فیلم بازیگرانی همچون گاد الماله، آلیس تالیونی، دنیل اوتوی، ریشار بری، کریستین اسکات توماس، ویرژینی لدواین، دنی بون، میشل اومون، نوئمی لنوآر، لوران گملون، کارل لاگرفلد و الی هاروی ایفای نقش کرده‌اند.

## خلاصه داستان
پیر لاوازیر یک مدیر ارشد متأهل است او با یک مدل معروف به نام النا سیمونسن رابطه مخفیانه دارد. یک عکاس پاپاراتزی از آن دو نفر باهم عکس می‌گیرد و عکس آن‌ها را در یک روزنامه منتشر می‌کند.
کریستین همسر پیر از او ناراحت می‌شود و قصد شکایت دارد اما پیر می‌گوید که هیچ‌کدام از زنان حاضر در عکس را نمی‌شناسد. کریستین ثروت فراوانی دارد و مالک اکثر سهام شرکت خودش است پیر که در خطر از دست دادن ثروت و موقعیت خود قرار گرفته است. تصمیم می‌گیرد تا جوان حاضر در عکس به نام فرانسیس را به عنوان عاشق النا معرفی کند و…

## بازیگران
- گاد الماله...... فرانسیس پیگنون
- آلیس تالیونی.... النا سیمونسن
- دنیل اوتوی...... پیر لاوازیر
- ریشار بری...... وکیل فویکس
- کریستین اسکات توماس..... کریستین لاوازیر
- ویرژینی لدواین....... امیلی
- دنی بون........ ریچارد
- میشل گارسیا… لوئیس
- میشل اومون....... دکتر
- مایکل جوناسز..... آندره پینگون
- نوئمی لنوآر..... کارین
- لوران گملون...... پائول
- کارل لاگرفلد..... خودش
- الی هاروی....... مدیر رستوران